# The Warrior's Way
The Warrior's Way (Brasil: O Caminho do Guerreiro ) é um filme de faroeste e ação produzido por Nova Zelândia e Coreia do Sul, dirigido por Sngmoo Lee e lançado em 3 de dezembro de 2010. O filme é estrelado por Jang Dong-gun, Kate Bosworth, Geoffrey Rush, Danny Huston e Tony Cox. Foi produzido por Barrie M. Osborne, que também produziu O Senhor dos Anéis. Seu enredo diz respeito a um guerreiro do século XIX chamado Yang (Jang Dong-gun), que é ordenado a matar o último membro de um clã inimigo — uma menina. Ele recusa a missão e foge com a criança para uma cidade dilapidada no Oeste Americano. Apesar de suas tentativas, seu mestre se aproxima dele e ele deve lutar para proteger a criança e seus novos companheiros e amigos: Ron (Geoffrey Rush), o bêbado da cidade, e Lynne (Kate Bosworth), ambos têm um passado trágico.

## Produção
As filmagens começaram em Auckland em 12 de novembro de 2007 e terminaram em 28 de fevereiro de 2008.

## Recepção
O filme recebeu críticas negativas. Tem uma taxa de aprovação de 31% no site de críticas Rotten Tomatoes, baseado em 42 avaliações, com uma classificação média de 4.5 em 10. O consenso do site diz: "Perfeitamente, totalmente divisivo, The Warrior's Way será delicioso ou insuportável, dependendo de sua tolerância ao surreal, descaradamente sobre as colisões de clichês orientais e ocidentais."

### Bilheteria
No fim de semana de estreia do filme, arrecadou $3.048.665 nos EUA. O filme ficou em 9.ª nas paradas do fim de semana. O número de cinemas reduziu drasticamente de 1.622 para 34 em três semanas a partir do dia de abertura. O filme arrecadou no total $11.087.569 e teve um orçamento de produção de US$42 milhões, tornando o filme um fracasso de bilheteria. O filme foi um dos maiores fracassos de bilheteria de 2010 ao lado de MacGruber, How Do You Know e Jonah Hex.